# Romuald Murawski
Romuald Murawski (ur. 13 września 1951) – polski lekkoatleta, który specjalizował się w skoku o tyczce.
Brązowy medalista mistrzostw Europy juniorów, które w 1970 roku odbyły się w Paryżu – uzyskał tam wynik 4,80. W roku 1971 zdobył jedyny w karierze medal seniorskich mistrzostw Polski, na stadionie warszawskiej Skry wywalczył brązowy krążek. W 1976 został halowym mistrzem Włoch (z wynikiem 5,20 m). Dwukrotny reprezentant Polski w meczach międzypaństwowych – w 1971 przeciwko Bułgarii i w 1973 przeciwko Francji. Startował w barwach klubu Budowlani Bydgoszcz. 

## Rekordy życiowe
- Skok o tyczce (stadion) – 5,29 (1 września 1974, Bydgoszcz)[5]
- Skok o tyczce (hala) – 5,40 (8 lutego 1976, Warszawa)[5]